# Altuna församling
Altuna församling var en församling  i Uppsala stift och i Enköpings kommun. Församlingen uppgick 2006 i Fjärdhundra församling. 

## Administrativ historik
Församlingen har medeltida ursprung.
Församlingen utgjorde under medeltiden ett eget pastorat för att därefter till 2006 vara annexförsamling i pastoratet Simtuna och Altuna som 1 maj 1933 utökades med Frösthults församling och 1962 med Österunda, torstuna och Härnevi församlingar. Församlingen uppgick 2006 i Fjärdhundra församling.

## Kyrkor
- Altuna kyrka